# Max Pechstein

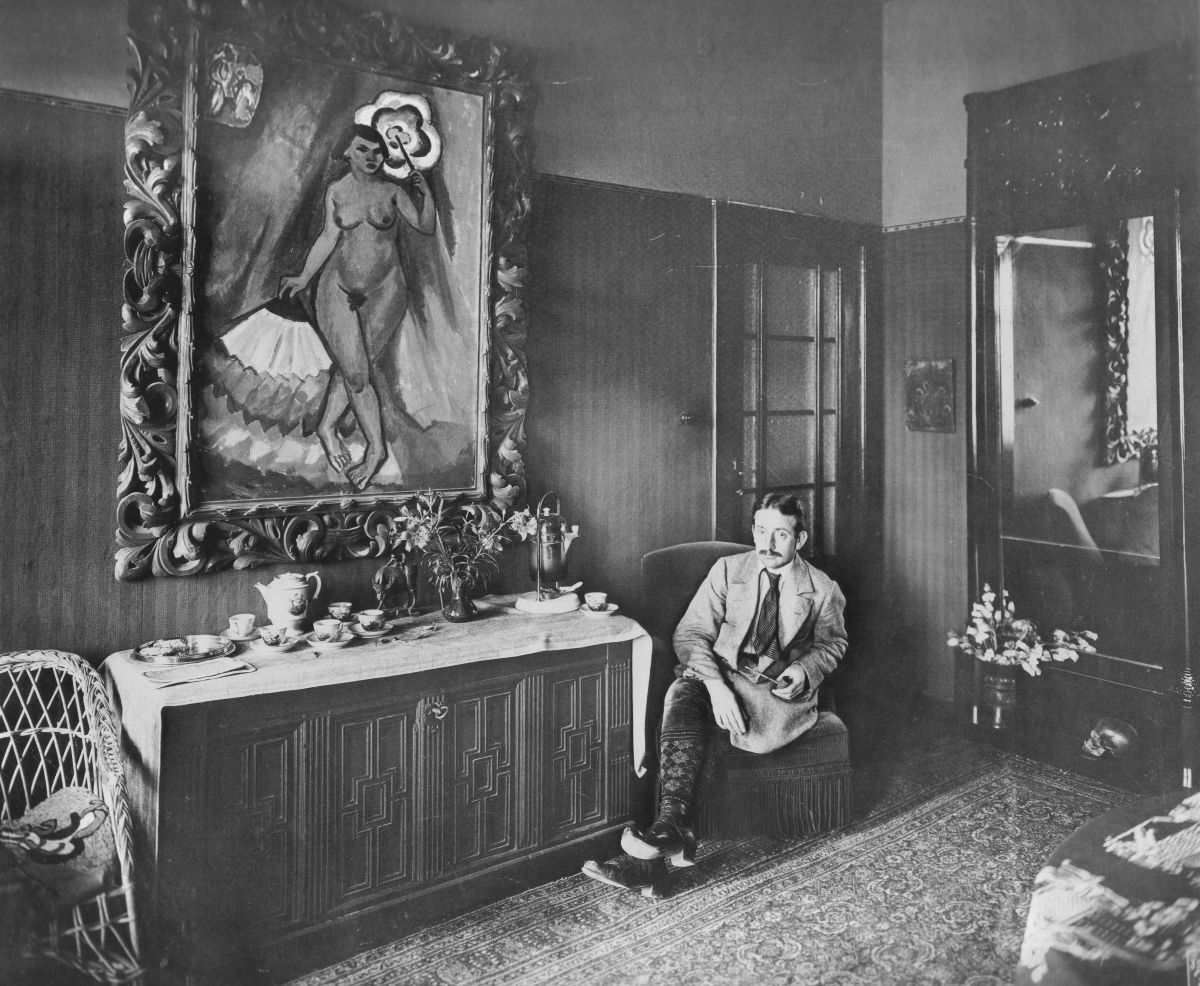
Max Pechstein, nella sua casa a Berlino-Zehlendorf, 1915

Max Pechstein (Zwickau, 31 dicembre 1881 – Berlino, 26 giugno 1955) è stato un pittore e incisore tedesco.

## Biografia
Dopo aver frequentato la scuola d'arte di Zwickau, dal 1902 al 1906 studia all'accademia d'arte di Dresda. 
Nel 1906 incontra Erich Heckel, uno dei fondatori del gruppo espressionista Die Brücke (Il Ponte).
Nel 1907 viaggia in Italia, poi visita Parigi, dove ha modo di ammirare da vicino le opere dei Fauves, di Matisse e di Van Gogh. 
In questi anni il suo stile cessa di rifarsi all'impressionismo per evolvere verso un espressionismo dal cromatismo acceso, ma allo stesso tempo temperato. A differenza di molti altri espressionisti, Pechstein elabora uno stile con minore violenza drammatica.
Dopo essersi trasferito a Berlino nel 1908, si fa promotore della Nuova Secessione, per poi avvicinarsi al gruppo del Blaue Reiter. 
Nel 1913 torna in Italia per un lungo soggiorno a Firenze e in Liguria, a Monterosso. Nel 1914 si reca alle isole Palau, nel Pacifico del sud: questo mondo totalmente nuovo, senza le costrizioni delle convenzioni europee, sarà da lui romanticamente idealizzato come un paradiso terrestre.
In questi anni, ispirato dai suoi viaggi, crea i suoi lavori migliori, pieni di violenta sensualità, di fascino per l'esotico e di ideali di comunione con la natura. Le sue opere tendono a diventare sempre più primitive, in esse la componente decorativa finisce per prevalere su quella puramente emotiva. Il colore è ricco e modulato, ma più morbido rispetto ad altri pittori espressionisti, ed incorpora spesse linee nere che bloccano le forme in una strana immobilità, carica di stupore e contemplazione.
Negli anni immediatamente successivi alla prima guerra mondiale ottiene un considerevole successo, ricevendo anche numerose commissioni per mosaici e vetrate; nel 1922 è nominato membro dell'Accademia di Berlino. In questi anni la sua pittura si fa più naturalistica, senza però raggiungere i picchi artistici e gli slanci emotivi del passato. 
Nel 1924 torna ancora in Liguria, nelle Cinque Terre. 
Nel 1933, all'avvento dei nazisti, Pechstein viene radiato dall'Accademia; le sue opere sono rimosse dai musei tedeschi e molte di esse vengono esposte nella mostra d'arte degenerata del 1937. 
Dopo la seconda guerra mondiale è reintegrato all'Accademia.
Muore a Berlino il 26 giugno 1955.